# Itame cinerosaria
Itame cinerosaria är en fjärilsart som beskrevs av Hoyningen-huene. Itame cinerosaria ingår i släktet Itame och familjen mätare. Inga underarter finns listade i Catalogue of Life.